# Distrito de Torres Causana
El distrito de Torres Causana es uno de los 11 distritos de la provincia de Maynas, ubicada en el departamento de Loreto, en el Perú.
Desde el punto de vista jerárquico de la Iglesia católica forma parte del  Vicariato Apostólico de Iquitos.

## Geografía
La capital se llama Cabo Pantoja y se encuentra situada a 195 m s. n. m. y cuenta con 564 habitantes.

## Historia
Distrito creado el 2 de julio de 1943.
En el Ecuador  nace el río Aguarico que tiene como afluente al río Lagartococha o Zancudo que de acuerdo al tratado de Río de Janeiro hace de frontera. A partir de ese punto de unión, el Aguarico también es línea limítrofe hasta su desembocadura en el río Napo. En este punto y en el lado peruano se levanta la localidad y guarnición de Pantoja. Este último nombre se dio en homenaje al cabo Víctor Pantoja, muerto en acción de guerra rechazando una incursión ecuatoriana en el combate de Torres Causana en el año 1904.
Con la creación de la provincia de Putumayo el 11 de octubre del 2004 y la incorporación del distrito de Teniente Manuel Clavero el 10 de abril de 2014 a esa provincia, Torres Causana cedió una franja territorial a Manuel Clavero.

## Geografía humana
En este distrito de la Amazonia peruana habita las siguientes etnias:
- Tucano, grupo Secoya autodenominado Aido Pai
- Quechua, grupo Quechua del Napo,  autodenominado Napuruna / Kichwaruna.